# Sebastian Grigg (4e baron Altrincham)
Pour les articles homonymes, voir Grigg.
Edward Sebastian Grigg, 4e baron Altrincham (né le 18 décembre 1965) est un pair héréditaire britannique et membre conservateur de la Chambre des lords. 

## Biographie
Il fait ses études à l'Oriel College d'Oxford et est membre du Bullingdon club avec David Cameron et Boris Johnson, apparaissant sur une photo bien connue des membres du club en 1987,,.
Il se présente sans succès à la Chambre des communes pour la circonscription de Heywood et Middleton en 1997. Il devient responsable de la banque d'investissement au Credit Suisse UK en 2007.
Lord Altrincham est élu membre de la Chambre des Lords en juin 2021 lors d'une élection partielle des pairs héréditaires conservateurs. Il prête serment le 1er juillet 2021.